# 胶州经济技术开发区
胶州经济技术开发区（简称：胶州开发区）是山东省的国家级开发区之一。胶州开发区位于青岛市胶州湾西海岸的胶州市，范围北起胶州市北界，南至洋河，西接胶北街道西界，东至胶州市东界（大沽河），东南为25 km的海岸线，总体规划面积697.7 km²，核心区规划面积102 km²，其中，“胶州市产业新区”属于开发区的核心组成部分。
胶州开发区成立于1992年4月，同年被山东省人民政府批准为省级开发区，2011年列山东省省级开发区综合考评第1位。2012年12月，国务院批准其为国家级开发区，为青岛市第2个。胶州开发区拥有省域唯一的铁路集装箱中心站，最大的国际机场；本着“高标准规划、高档次建设”的宗旨，打造以海洋高端装备制造业、新能源、新材料、海洋生物医药为主的蓝色制造业聚集区；并着重发展IT、文化创意，现代物流业，科技研发，金融、教育、医疗，等现代服务业，建设集生活居住、商贸服务、旅游休闲和现代工业于一体的创新型经济示范区、亲水型宜居新城区。